# Euler Renato Westphal
Euler Renato Westphal (Rio do Sul, 2 de julho de 1957) é um professor universitário, escritor, teólogo e pastor luterano brasileiro.

## Vida
Bacharel em teologia pelo Missions Seminar Pilgermission St. Chrischona (Basileia, Suíça, 1978-1982), Westphal exerceu trabalho pastoral durante oito anos na Missão Evangélica União Cristã, em Rio do Sul e Blumenau, no estado de Santa Catarina. Foi ainda fundador do Centro de Recuperação Nova Esperança (CERENE) e de um trabalho social voltado para famílias de baixa renda, o Bom Amigo, em Blumenau.
Desde 1990 tem se dedicado à docência em tempo integral, pela Faculdade Luterana de Teologia (FLT-MEUC) e pela Universidade da Região de Joinville. Em 1997 tornou-se doutor em teologia ao defender tese no Instituto Ecumênico de Pós-Graduação da Escola Superior de Teologia, em São Leopoldo, no Rio Grande do Sul.
Westphal é pesquisador na área da bioética, especialmente em hospitais de Joinville, e membro da Comissão para Ética na Pesquisa do estado de Santa Catarina.

## Obras
- WESTPHAL, Euler Renato. Brincando no paraíso perdido: as estruturas religiosas da ciência. São Bento do Sul-SC: União Cristã, 2006. v. 1. 155 p.
- WESTPHAL, Euler Renato. Bioética; série Para entender. São Leopoldo: Sinodal, 2006.104 p. ISBN 8523308245
- WESTPHAL, Euler Renato. O Oitavo dia – na era da seleção artificial. 1. ed. São Bento do Sul: União Cristã, 2004. v. 01. 125 p. ISBN 85-87485-18-0
- WESTPHAL, Euler Renato. O Deus Cristão: Um estudo sobre a teologia trinitária de Leonardo Boff. 1. ed. São Leopoldo: Editora Sinodal, 2003. v. 1. 351 p. ISBN 85-233-0732-X
- WESTPHAL, Euler Renato. Secularization, cultural heritage and the spirituality of the secular state between sacredness and secularization. Paderborn: Germany Ferdinand Schöningh, 2019. 119 p.  ISBN 978-3-506-70260-9